# Coleophora radiosella
Coleophora radiosella é uma espécie de mariposa do gênero Coleophora pertencente à família Coleophoridae.